# Voituret Anthelme
Voituret Anthelme (ur. ok. 1618, zm. 14 grudnia 1683) – francuski mnich, kartuz, zajmował się astronomią.

## Życiorys
Urodził się w Chatenay-Vaudin około 1618.
Jako astronom poświęcił wiele czasu obserwacjom komet i gwiazd zmiennych. Odkrył kilka komet, zajmował się obserwacją i badaniem zmiennej jasności gwiazdy Mira Ceti. W 1670 jako pierwszy odkrył nową CK Vulpeculae.
W 1681 opublikował dzieło Explication de la comete opisujące kometę C/1680 V1.
Zmarł 14 grudnia 1683.